# Мортара
Мортара (итал. Mortara) је насеље у Италији у округу Павија, региону Ломбардија.
Према процени из 2011. у насељу је живело 13986 становника. Насеље се налази на надморској висини од 111 м.

## Становништво
Према резултатима пописа становништва 2011. у општини је живело 15.156 становника.
| 1931.  | 1936.  | 1951.  | 1961.  | 1971.  | 1981.  | 1991.  | 2001.  | 2011.  |
| ------ | ------ | ------ | ------ | ------ | ------ | ------ | ------ | ------ |
| 10.845 | 11.544 | 12.607 | 14.383 | 15.440 | 14.752 | 14.093 | 14.244 | 15.156 |